# Renault Alpine A442B

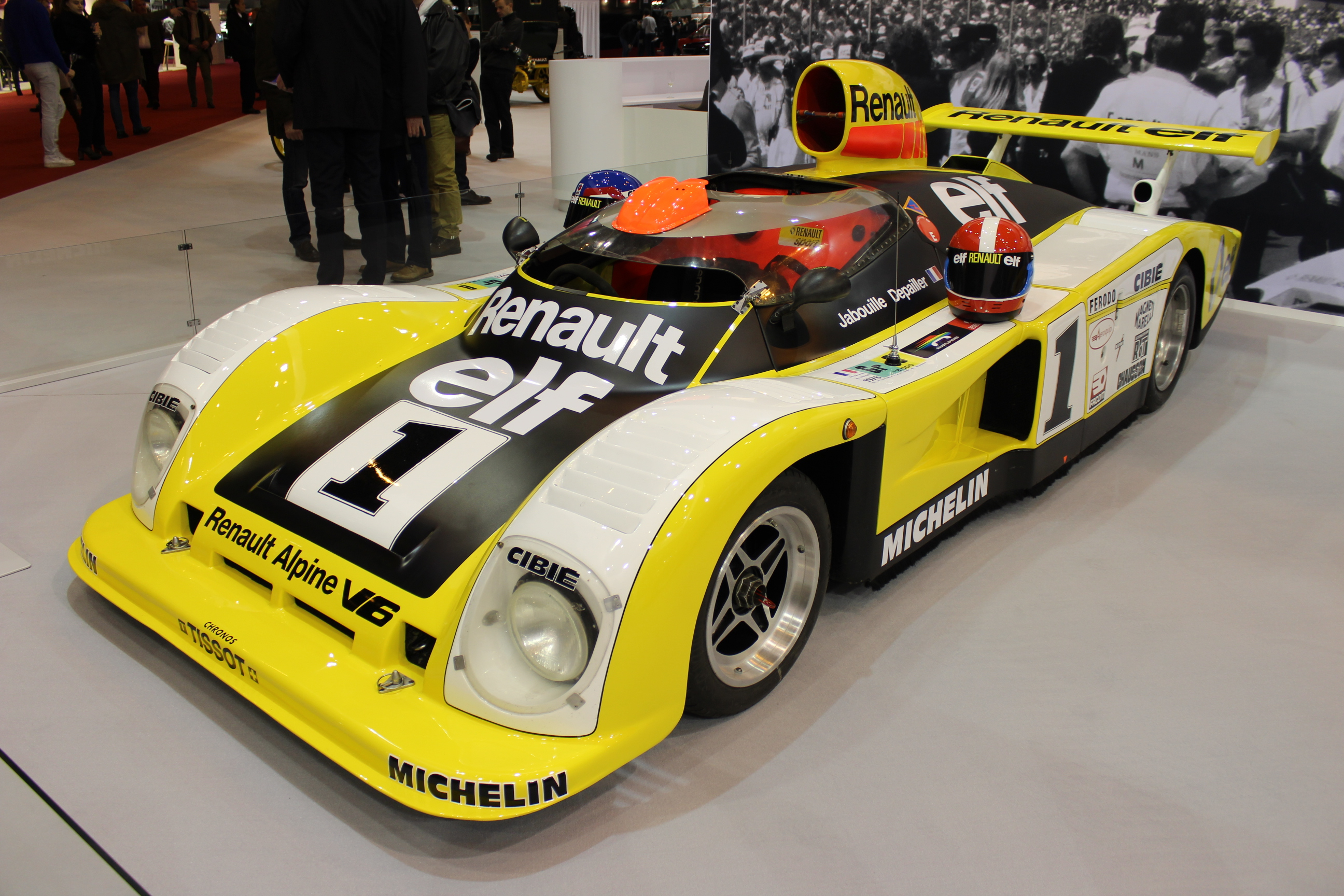

A Renault Alpine A442 (más néven Alpine Renault A442) egy sport prototípus versenyautó, amelyet az Alpine tervezett és épített, de az Alpine tulajdonosa, a Renault finanszírozta, kifejezetten a 24 órás Le Mans-i versenyre. Az eseményre 1976-ban, 1977-ben és 1978-ban is neveztek változatokat. Végül a harmadik alkalommal, egy A442B megnyerte a versenyt Didier Pironi és Jean-Pierre Jaussaud pilótákkal. 1978-ban bekerült a frissített Renault Alpine A443 modell is; lényegében egy A442-es alvázon, de egy új, 2138 köbcentis motor hajtotta. A francia motorsport első számú versenyén elért teljesen franciás győzelmet követően a Renault visszalépett a sportautó-versenyzéstől, hogy a Forma-1-re koncentrálhasson.

## Tervezés

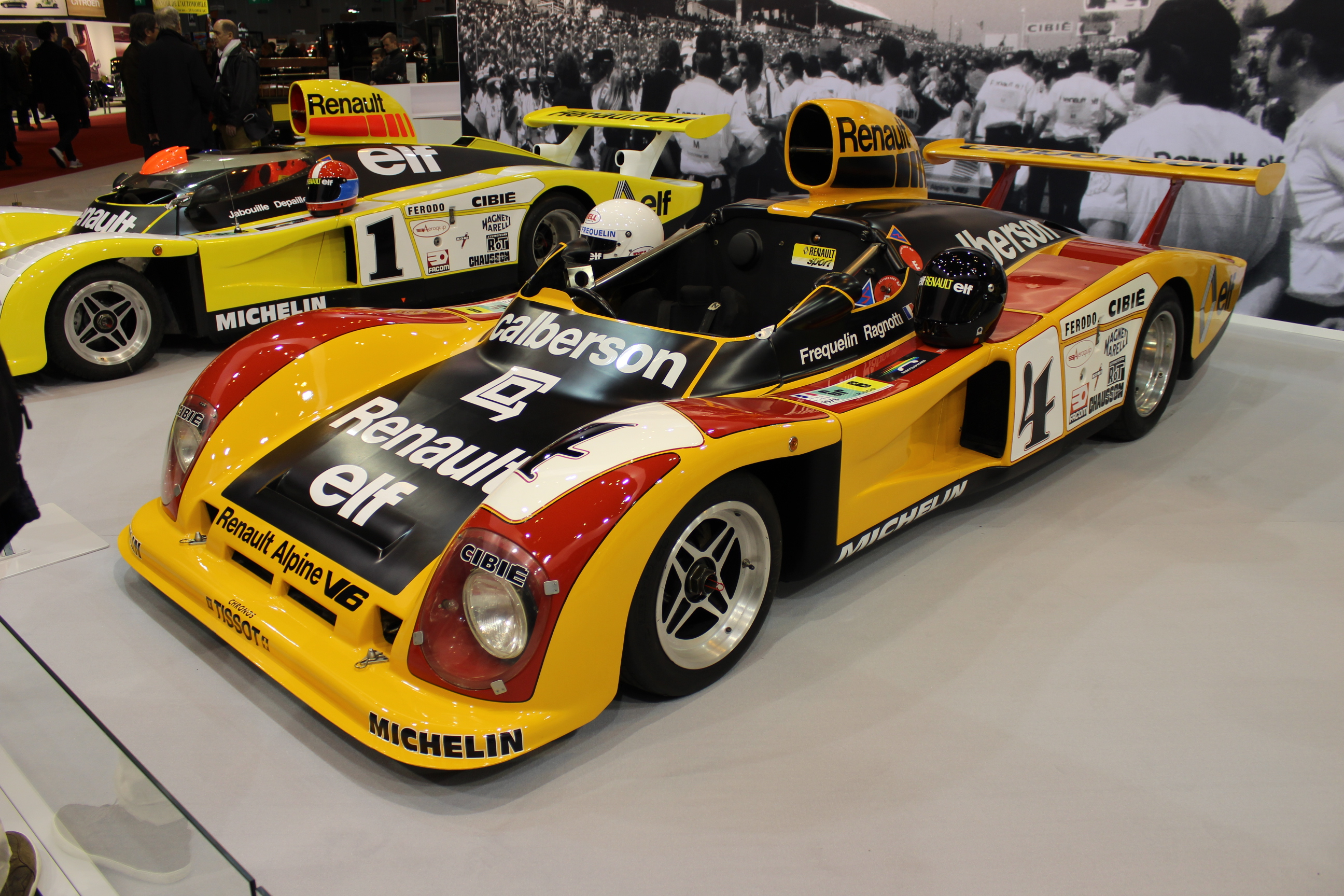

Az Alpine 1971 óta egyre szorosabb kapcsolatban állt a Renault-val, és az A442-es projekt 1975-ös kezdetére a két vállalat szinte teljesen egyesült. A Renault végül 1976 elején végleg megvásárolta az Alpine-t, és a Renault megörökölte az Alpine sportprototípus-programját. Az A442 a sikeres Alpine A440 és a címet nyert A441 modellek közvetlen továbbfejlesztése volt. A korábbi autókkal ellentétben azonban az A442 2,0 literes Renault-Gordini erőforrása nagy Garrett turbófeltöltővel büszkélkedhet, amely 490 LE-re (365 kW) növelte a teljesítményt. A következő három évben ez jóval 500 lóerő (370 kW) fölé nő, az A443 2,2 literes egysége pedig 520 lóerőt (388 kW) fog teljesíteni.
A korábbi autókhoz hasonlóan a motort egy viszonylag kisméretű acél űrvázas alvázba függesztették fel, amelyet aztán egy sokkal hosszabb üvegszálas karosszériába öltöztettek. A karosszéria extra hosszát leginkább a farrészben találták meg, hogy javítsák a nagy sebességű aerodinamikai hatékonyságot, és ezáltal a végsebességet a Circuit de la Sarthe hosszú Mulsanne egyenesén. A karosszéria hagyományos nyitott kétüléses volt. A Porsche 936-os riválisok töréspontig való nyújtására "nyúlnak" tervezett A443 valamivel hosszabb tengelytávot is tartalmazott. Az 1977 őszén és telén végzett szélcsatorna-teszteket követően 1978-ban bemutatták az A442B-t és az A443-at, mindegyik akrilüveg "buborékos" tetővel, ami további 8 km/h (5 mérföld/óra) végsebességet eredményezett la Sarthe-ban, de csökkentette a láthatóságot a vezetőülésből. Az 1978-as Le Mans-i verseny edzésein azonban az A443-as pilóták, Patrick Depailler és Jean-Pierre Jabouille panaszkodtak, hogy a buborék klausztrofóbiás érzést kelt, és bezárja a motor hőjét a pilótafülkébe, ami elviselhetetlenné teszi a vezetési körülményeket. Ezért csak az A442B versenyzett a helyén lévő buborékkal.

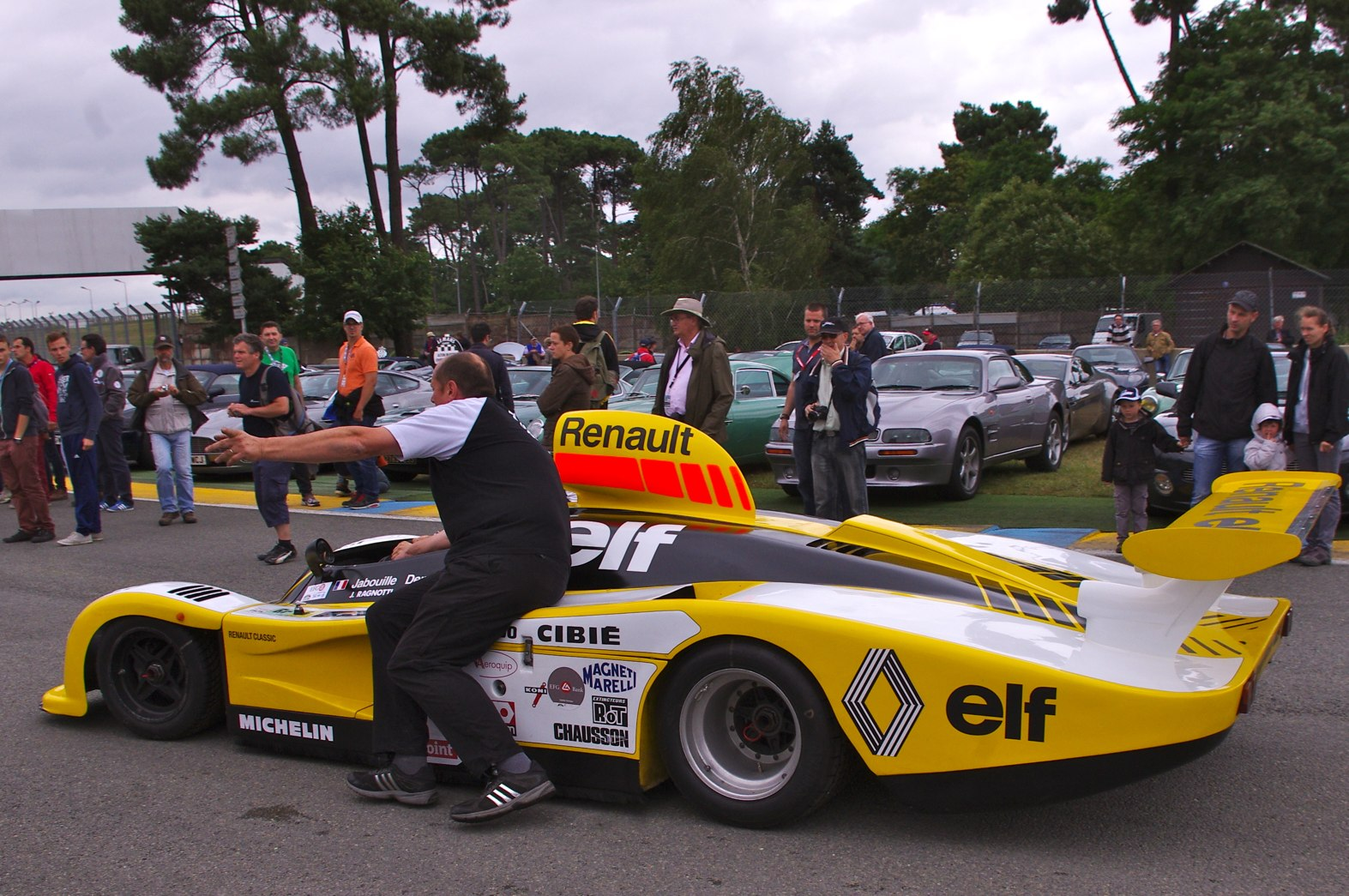

1978-ra Gérard Larrousse a Renault Sport csapatának élére került. Felvázolta a csapat prioritásait: nyerjen Le Mans-ban, majd összpontosítsa minden figyelmét a Forma-1-es siker megismétlésére. A Renault hatalmas költségvetést szánt arra, hogy az A442-est Le Mans-i győztessé fejlessze. Sok órát töltöttek a teszteléssel, különösen a hosszú repülőtéri kifutópályák használatával a hosszú, gyors Mulsanne-egyenes mechanikai és aerodinamikai feszültségeinek szimulálására. Ráadásul a Renault motorrészlege azon munkálkodott, hogy az ötéves erőforrásból annyi erőt préseljenek ki, amennyit csak lehetett. A űrtartalmat 2138 köbcentiméterre növelték, ami nem éri el a turbófeltöltős autók elméleti 2142 köbcentiméteres határát, és ezt a megújult motort az új, meghosszabbított alvázba szerelték be, így lett az A443.
A teljes kvalifikációs felszereltséggel, a buborékos tetővel az A443 végsebessége 236 mph (380 km/h) volt a Mulsanne Straight-on, amivel a Renault valaha gyártott leggyorsabb autója lett, ez a rekord még ma is áll, tartalmazza a Renault összes F1-es bejegyzését.

## Versenytörténet
Az A442 1975 márciusában, a Mugello 1000 km-en debütált Jabouille és Larrousse pilótákkal. Egyes források szerint az autó A441-es volt, ami új turbómotorral rendelkezett. A Renault-motor viszonylag fejletlen turbós kiegészítése ellenére az autó elég sokáig bírta ahhoz, hogy a csapat meglepetésre megnyerje a legelső futamát. Az 1976-os Nürburgring 300 km-en két Renault kvalifikálta magát az első sorba, hogy aztán a második kanyarban elbukjanak. A későbbi ismétlődő mechanikai hibák azt eredményezték, hogy az 1976-os 24 órás Le Mans-i versenyen a csapatnak nem sikerült újabb futamot nyernie. Ez a forma nem változott, és az egyetlen benevezett autó motorhiba miatt kiesett, mielőtt a 24 óra fele letelt volna.
A Renault vezetősége számára a Le Mans-i siker óriási presztízskérdés volt. Az 1977-es futamra a Renault Sport csapata három autót állított ki, amelyeket Derek Bell állóképességi specialistával jelöltek ki, és egy további, privát névre szóló A442-es támogatta őket. A két Le Mans-i rajt közötti időszakban a Renault Alpines a második és a harmadik helyet szerezte meg az 500 km-es ACF versenyen Dijon-Prenoisban, valamint a második helyet a nagy sebességű 4 órás monzai fordulón. Az elvárások és a nyilvánosság elvárásai magasak voltak. Emiatt zavarba ejtő volt, amikor a négy autó közül egy sem érte el a célzászlót. A Renault sárga-fekete színekkel díszített csapata nem volt túl jó a fehér Martini Racing Porsche 936-hoz és Porsche 935-höz képest. Az 1976-os világbajnoki sorozatban ezek a megbízható, gyors autók ismételten nyertek.
Az 1978-as Le Mans-i 24 órás versenyen a hatalmas fejlesztési programjuk meghozta gyümölcsét. A munkacsoport ismét három autóval jelentkezett: egy régi A442-es, átkeresztelve A442A-ra; a buboréktetős A442B; és az A443. A második A442A-val Ecurie Calberson érkezett. Az 1977-es verseny óta végzett munka azt jelentette, hogy a Renault egyszer egy szinten volt a domináns Porsche 936 turbós autókkal, amelyeket továbbfejlesztettek, és a két gyártó egyenlő arányban osztozott a rajtrács első négy sorában. A Porsche 935/78 Moby Dick, amely aerodinamikai elrendezésének és 800 lóerős teljesítményének köszönhetően 360 km/h feletti sebességet ért el az egyenesben, az új 936 és az A443 mögött a harmadik helyen végzett.
Kezdettől fogva az A443 volt a mezőny vezetője, kevesebb mint 3 perc 40 másodperccel, míg a Porschék csak 3:40-3:50-et értek el. Jabouille 3:34-nél tette meg a leggyorsabb kört, ami hat másodperccel lassabb volt, mint az időmérőn, mielőtt az A443 motorja a 18. órában végül elromlott. Ez volt a Renault második bukása, miután a Bell/Jarier által vezetett A442A autó váltóhibát szenvedett félúton. Pironi és Jaussaud azonban az A442B-vel jó helyzetben voltak, hogy folytassák a vezetést. Két 936-osnak műszaki problémái voltak, a harmadik 11 órakor kiesett. A páros az utolsó néhány órában is megtartotta a vezetést, négy körrel a második Porsche előtt ért célba. A privát A442A is jól végzett, a negyedik helyet szerezve a két megmaradt 936 mögött. Az utolsó zászló után Pironi túl fáradt volt ahhoz, hogy felálljon a dobogóra, ahol Jaussaud egyedül vette át a trófeát.

## Fordítás
Ez a szócikk részben vagy egészben  a   Renault Alpine A442 című angol Wikipédia-szócikk fordításán alapul.  Az eredeti cikk szerkesztőit annak laptörténete sorolja fel. Ez a jelzés csupán a megfogalmazás eredetét és a szerzői jogokat jelzi, nem szolgál a cikkben szereplő információk forrásmegjelöléseként.